# 蓝关街道
蓝关街道，是中华人民共和国陕西省西安市蓝田县下辖的一个街道办事处。
2015年，陕西省民政厅批复同意撤销蓝关镇，设立蓝关街道办事处。

## 行政区划
蓝关街道下辖以下地区：
向阳路社区、县门街社区、蓝关社区、长坪路社区、蓝丰社区、绿之圣社区、新民街社区、天鹅湖社区、西街村、新城村、北门村、东场村、南关村、西关村、西寨村、大寨村、冯林寨村、徐家山村、蒋寨村、新寨村、贾河滩村、张寨村、胡家巷村、林家河村、陈河村、圪塔村、滹沱村、文刘坡村、榆林村、宣堡村、王村、黄沟村、陶峪河村、雷家湾村、薛家村、火烧寨村、王村沟村、坡底村和营上村。